# Lei de Laplace

Quanto maior o raio de um tubo maior a tensão em suas paredes.

A lei de Laplace (em honra ao físico e matemático francês Pierre Simon Laplace) as vezes chamada lei de Laplace-Young ou equação de Young–Laplace (por Thomas Young) é uma lei da física que relaciona a variação de pressão na superfície que separa dois fluidos de distinta natureza com as forças de ligação molecular. Em sua forma mais geral pode ser expressada como:
{\displaystyle {\begin{aligned}\Delta p&=-\gamma {\bar {\nabla }}\cdot {\hat {n}}\\&=2\gamma H\\&=\gamma \left({\frac {1}{R_{1}}}+{\frac {1}{R_{2}}}\right)\end{aligned}}}
Onde ΔP é a variação de pressão entre superfícies (sempre maior no lado côncavo), {\displaystyle \gamma }=Tensão superficial e ambas R sao dois raios de curvaturas perpendiculares. As vezes se usa H = {\displaystyle {\frac {1}{R}}}, sendo H a curvatura da superfície. Desse modo, percebe-se que a variação de pressões em um ponto da superfície só depende do valor da tensão superficial e da curvatura média da superfície nesse ponto.

## Medicina
É de particular importância nas ciências da saúde para entender mecanismos cardiovasculares e respiratórios importantes e sintomas em diversas doenças.
Vasos sanguíneos
Na medicina, a lei de Laplace, estabelece a relação entre o estresse ou tensão parietal, a pressão transmural (diferença de pressão entre a pressão intravascular e a intersticial) e a espessura da parede dos vasos sanguíneos. A tensão na parede representa a força por unidade de comprimento tangencial da parede do vaso, que se opõe à força gerada pela tensão de distensão vascular. A tensão das paredes da aorta tem os valores entre 170.000 a 200.000 dinas/cm, que corresponde a um raio de 1,5 cm e uma pressão de 100mmHg. Em contraste com a aorta, nos capilares a tensão da parede é de apenas 16-17 dinas/cm, devido ao pequeno raio (0,0005 centímetros) e pressão interna (17 a 25 mmHg). O pequeno diâmetro dos capilares é uma propriedade que lhes permite resistir a pressões relativamente altas, embora a sua parede seja frágil.
Alvéolos pulmonares
Esta lei também analisa a pressão necessária para impedir os alvéolos pulmonares de colapsarem. Devido à existência do fluido surfactante revestindo o interior do alvéolo, a pressão necessária para evitar o colapso é proporcional à referida superfície e a tensão inversa do raio do alvéolo.
Insuficiência cardíaca
Na insuficiência cardíaca, a dilatação dos ventrículos causa aumento da tensão das paredes necessária durante o período de sístole, ao produzir uma pressão intraventricular, fazendo com que o trabalho cardíaco de um ventrículo dilatado seja maior que dos ventrículos normais.
Estenose aórtica
Na estenose aórtica, o menor raio da aorta resulta em maior gradiente de pressão entre o ventrículo esquerdo (VE) e a aorta (Ao). Isto força o VE a precisar de maior pressão para superar esta dificuldade, causando maior estresse a parede ventricular e resultando em uma hipertrofia concêntrica do VE e remodelação ventricular por acumulação de fibrose por colágeno.
Aneurisma
O aneurisma é uma lesão no vaso sanguíneo em que uma porção da sua espessura se torna mais fina do que o resto, o que aumenta a possibilidade de rompimento do vaso neste local. Um efeito similar ocorre na hipertensão crônica, em que houve o aumento na espessura da parede arteriolar (a tensão de parede que diminui) reduz a probabilidade de ruptura neste local.